# Верхняя долина Дибанг
Верхняя долина Дибанг (англ. Upper Dibang Valley) — округ на севере восточной части индийского штата Аруначал-Прадеш. Первоначальный округ Долина Дибанг был образован в 1980 году из части территории округа Лохит. В декабре 2001 года округ разделился на два новых округа: Нижняя долина Дибанг и Верхняя долина Дибанг. Административный центр — город Анини. Площадь округа — 13 029 км². По данным всеиндийской переписи 2001 года население округа составляло 57 720 человек. Уровень грамотности взрослого населения составлял 58,9 %, что примерно соответствовало среднеиндийскому уровню (59,5 %). Доля городского населения составляла 17,5 %.